# Hobal Virga
L'Hobal Virga è una struttura geologica della superficie di Titano.